# Moviment de Pioners

Emblema de l'Organització de Pioners de la URSS (la llegenda diu "Sempre preparats").

Ensenya de l'Organització de Pioners Ernst Thälmann de la RDA.

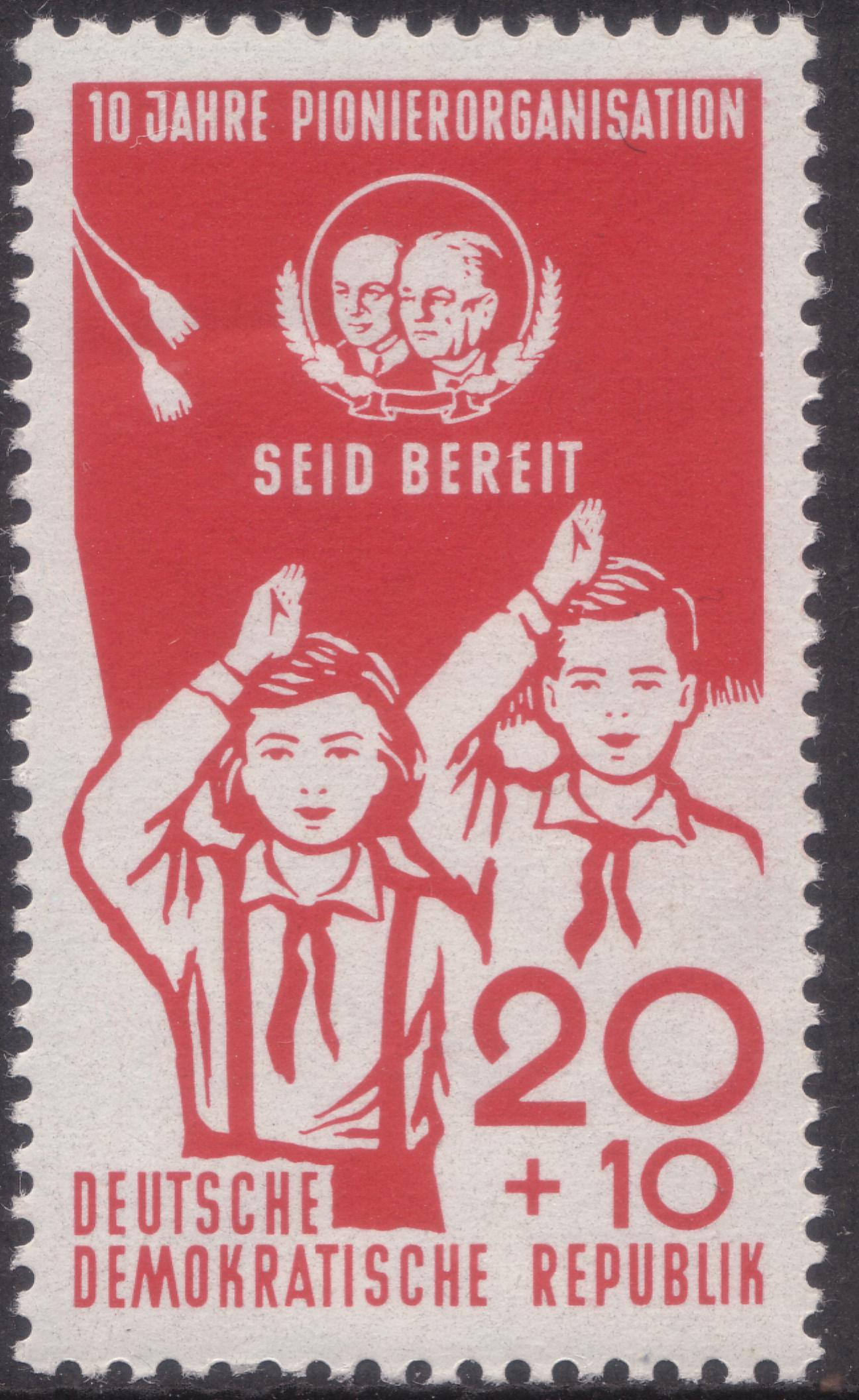
"Sempre preparats" en un segell postal de la RDA.

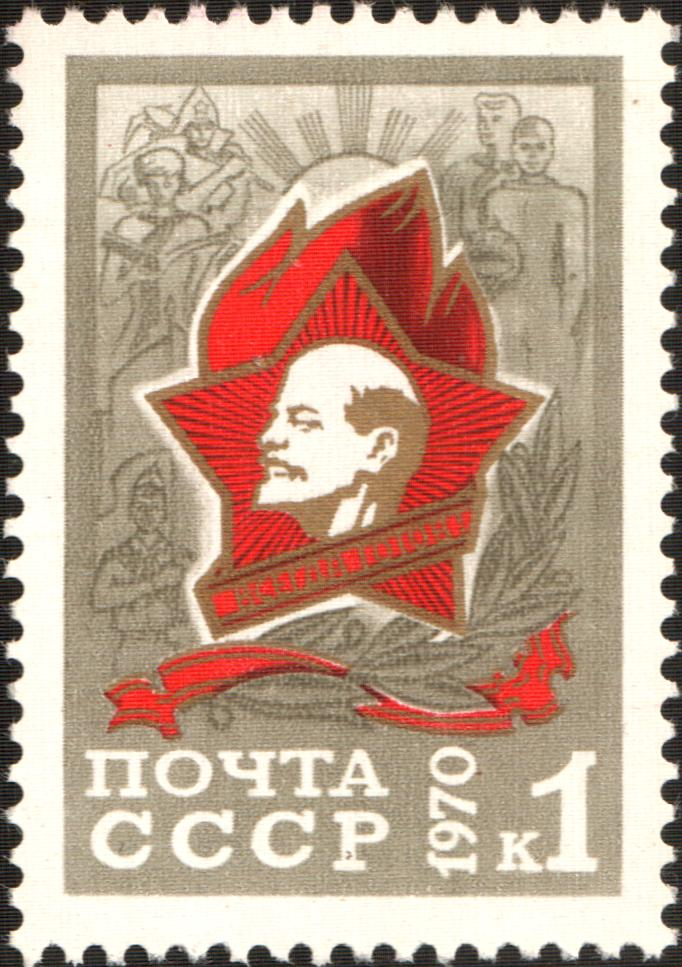
Estampeta commemorativa de la Unió Soviètica.

El Moviment de Pioners agrupa a organitzacions juvenils relacionades amb partits comunistes, en general en Estats socialistes. Els nens entren en aquestes organitzacions en començar l'escola primària (en alguns casos des d'organitzacions per a nens) i continuen en elles fins a l'adolescència, moment en el qual es pot ingressar en la joventut del Partit pròpiament dita, com el Komsomol soviètic. El principal distintiu dels pioners, l'afiliació dels quals és voluntària però sol ser promoguda intensament, és un mocador de coll, gairebé sempre vermell.
Moltes característiques del Moviment de Pioners són similars a les del Moviment Scout, com la promoció de l'esport i activitats a l'aire lliure, encara que difereix principalment en l'ensenyament de principis del comunisme. Pels anticomunistes això constitueix una forma d'adoctrinament; també s'ha dit que no difereix molt del patriotisme promulgat pels moviments escoltes. Cada organització rep el nom d'algú considerat un exemple a seguir, com Vladimir Lenin en la Unió Soviètica, José Martí a Cuba i Ernst Thälmann en la República Democràtica Alemanya.
Van existir organitzacions d'aquest tipus en la Unió Soviètica i l'Europa de l'Est, i continuen existint en la República Popular Xina, Cuba i Vietnam, entre d'altres. Fins al desmantellament del Bloc de l'Est, a principis dels anys 1990, existia un gran nivell de cooperació entre els moviments de pioners de més de 30 països, els quals eren coordinats pel Comitè Internacional de Moviments de Nens i Adolescents (CIMEA, del francès Comitè international des mouvements d'enfants et d'adolescents), fundat en 1958 i amb seu a la capital hongaresa, Budapest. El Partit Comunista de la Federació Russa i uns altres continuen tenint organitzacions de pioners, si bé la filiació tendeix a ser limitada.

## Moviments de Pioners

### Pioners a Corea del Nord
Els Joves Pioners de Corea del Nord (en coreà: 조선 소년단) és un moviment juvenil de pioners nord-coreà. Poden formar part d'aquest moviment els nens i nenes nord-coreans des dels 9 fins als 15 anys. Els adolescents majors de 15 anys poden unir-se a la Lliga de la Joventut Socialista Kim Il Sung. L'organització forma part de la Unió Infantil Coreana i té unitats operant en escoles primàries i secundàries en tota la República Popular Democràtica de Corea. L'organització dels pioners nord-coreans és membre de la Federació Mundial de la Joventut Democràtica.

### Pioners a Cuba
A Cuba els pioners tenen com a insígnia un mocador de coll blau o vermell, per a l'ensenyament primari i un distintiu per a l'ensenyament secundari, estan agrupats en l'Organització de Pioners José Martí, la participació en la mateixa és de caràcter voluntari. Els pioners cubans celebren el seu congrés cada 5 anys, en els mateixos debaten temes relatius a la qualitat de l'ensenyament, el sistema d'estudi, la seva organització i altres aspectes de la vida de la nació. Durant el primer congrés (1991) van canviar els distintius de la seva organització, eliminant l'ús de la boina vermella i establint el distintiu per a l'ensenyament secundari.

### Pioners a Iugoslàvia
A Iugoslàvia els pioners, o pioniri portaven mocadors de coll vermells i capells de mariner anomenats Titovka; els capells, de color blau o blanc, tenien en el front un estel vermell. Gairebé sempre s'usava una samarreta blanca juntament amb la bufanda i el capell, encara que això depenia de la regió del país d'on provingués el pioner. Els joves portaven pantalons o bermudas de color blau marí i les noies polleras del mateix color, juntament amb mitjanes blanques i sabates negres. En ocasions especials, com una visita del Mariscal Tito en persona, els pioners solien portar vestits tradicionals de la seva regió d'origen.
A l'antic territori iugoslau, avui Eslovènia, Croàcia, Bòsnia i Hercegovina, Sèrbia, Montenegro i Macedònia del Nord, la nostàlgia dels pioners és comú tant en joves com en vells. Molts associen la prosperitat i pau dels vells temps amb els seus dies de pioners, per la qual cosa no és rar trobar gent referint-se a si mateixa com a "pioners de Tito". Aquest tipus de autoidentificación es dona sobretot en comunitats en línia freqüentades per iugoslaus.

### Pioners a Romania
L'Organització de Pioners (en romanès, Organizaţia Pionierilor) va ser el moviment de pioners del Partit Comunista Romanès (PCR). L'organització, va ser fundada el 30 de gener de 1949, fins a 1966 va funcionar com a part integrant de la Unió de la Joventut Comunista, després va estar sota el comandament directe del Comitè Central del PCR. El 70% dels nois d'entre 9 i 14 anys (aproximadament 1,3 milions de joves) pertanyien als Pioners cap a 1981. Amb el derrocament de Nicolae Ceausescu l'any 1989, l'organització va ser prohibida amb la resta del PCR.

### Pioners a la Unió Soviètica
L'Organització de Pioners de Tota la Unió Vladímir Ilitx Lenin (en rus: Всесою́зная пионе́рская организа́ция имени Владимир Ильич Ле́нина) era una organització juvenil comunista de la Unió Soviètica, els pioners, nens i adolescents d'entre 10 i 15 anys, portaven un mocador vermell. L'organització va néixer l'any 1922 i va deixar de funcionar com a tal l'any 1991, amb la caiguda de la Unió Soviètica. Un dels seus membres més coneguts mundialment és Volodia Dubinin.

### Pioners a Veneçuela
A Veneçuela els pioners, sense tenir res a veure amb el Moviment de Pioners a nivell internacional, són anomenats "Campaments de Pioners", que designa un moviment popular lluitant pel dret a la terra urbana i el dret a la ciutat. El moviment ha nascut en 2002 dels CTU (comitès de terra urbana). Cada col·lectiu busca aconseguir la possibilitat de desenvolupar terres que queden ermes, ocioses o subutilizadas, per desenvolupar "Noves Comunitats Socialistes". El col·lectiu es regeix amb els valors de poder popular (des de la base), valors d'autogestió, de concepció col·lectiva, participativa i defensa el dret dels col·lectius a la terra i a la ciutat.

### Pioners a Vietnam
L'Organització de Joves Pioners Ho Chi Minh (en vietnamita: Đội Thiếu niên Tiền phong Hồ Chí Minh) és una organització juvenil comunista que funciona a Vietnam i deu el seu nom a l'anterior president de Vietnam del Nord Ho Chi Minh. Funciona com una part constituent del Partit Comunista del Vietnam i tenia aproximadament uns 12 milions de membres en el 2009. L'organització va ser fundada pel partit comunista de Vietnam en el mes de maig de 1941 en la comuna de Truong, en el districte de Ha Quang, el la província de Cao Bang. L'organització és instruïda i guiada per la Unió de Joves Comunistes Ho Chi Minh. Per formar part del Partit Comunista de Vietnam, cal haver format part prèviament de la Unió de Joves Comunistes, per ser membre de les joventuts comunistes, cal haver format part prèviament del moviment dels joves pioners. El lema dels pioners és el següent: "Pels ideals del socialisme i pel llegat del oncle Ho: Estem preparats!"